# パブロ・バリエントス
パブロ・セサル・バリエントス（Pablo César Barrientos, 1985年1月17日 - ）は、アルゼンチン・コモドーロ・リバダビア出身の元アルゼンチン代表の元サッカー選手。現役時代のポジションはミッドフィールダー（ウイング、攻撃的ミッドフィールダー）。
兄のウーゴ・バリエントスもプロサッカー選手である。

## 経歴
プロデビューしたCAサン・ロレンソ・デ・アルマグロに復帰する前の2年間をロシアのFCモスクワで過ごした。2009年2月26日、右膝十字靭帯断裂により長期離脱した。2009年5月29日、イタリアのカルチョ・カターニアに2013年までの契約で移籍した。2010年5月9日、ボローニャFC戦で途中出場してセリエAデビューを果たした。
2016年7月29日、CAサン・ロレンソ・デ・アルマグロからリーガMXのデポルティーボ・トルーカFCに移籍することが発表された。
2004年、アルゼンチンU-20代表として15試合に出場して6得点した。2008年11月15日、ディエゴ・マラドーナによってアルゼンチン代表に招集された。

## タイトル
サン・ロレンソ
- コパ・リベルタドーレス : 2014
- スーペルコパ・アルヘンティーナ : 2015